# Androcymbium longipes
Androcymbium longipes är en tidlöseväxtart som beskrevs av John Gilbert Baker. Androcymbium longipes ingår i släktet Androcymbium och familjen tidlöseväxter. Inga underarter finns listade i Catalogue of Life.